# Escola de Erétria
A escola de filosofia eretriana era originalmente a Escola de Elis, onde fora fundada por Fédon de Elis; mais tarde foi transferida para Erétria por seu pupilo Menedemo. Pode ser referida como a Escola Eliana-Eretriana, no pressuposto de que os pontos de vista das duas escolas eram semelhantes. Ela acabou após a época de Menedemo (século III a.C.) e, consequentemente, muito pouco se sabe sobre seus princípios. Fédon foi aluno de Sócrates e Platão nomeou um diálogo, Fédon, em sua homenagem, mas não é possível inferir suas doutrinas do diálogo. Menedemo era um aluno de Estilpo em Megara antes de se tornar um aluno de Fédon; em épocas posteriores, os pontos de vista de sua escola costumavam estar ligados aos da escola de Megara. O amigo e colega de Menedemo na escola de Erétria era Asclépio de Flício. 

Como os megarianos, eles parecem ter acreditado na individualidade do "Bem", na negação da pluralidade da virtude e de qualquer diferença real existente entre o Bem e o Verdadeiro. Cícero nos diz que eles colocaram tudo de bom na mente, e nessa agudeza de mente pela qual a verdade é discernida. Eles negaram que a verdade pudesse ser inferida por proposições categóricas negativas, e somente permitiriam as positivas e aquelas simples.